# Neasociativni kolobar
Neasociativni kolobar je v abstraktni algebri posplošitev pojma kolobarja.
Neasociativen kolobar je množica {\displaystyle R\,}, ki ima dve operaciji: seštevanje in množenje. 
Kolobar {\displaystyle R\,} je Abelova grupa za seštevanje. V kolobarju za seštevanje velja
- {\displaystyle a+b=b+a\,}
- {\displaystyle (a+b)+c=a+(b+c)\,}
- v kolobarju {\displaystyle R\,} obstoja element 0, tako, da velja {\displaystyle 0+a=a+0=a\,}
- za vsak {\displaystyle a\,} v {\displaystyle R\,} obstoja element {\displaystyle -a\,} tako, da velja {\displaystyle a+(-a)=(-a)+a=0\,}.

Množenje je linearno za vsako spremenljivko. Veljajo naslednja pravila:
- {\displaystyle (a+b)c=ac+bc\,} (levi zakon distributivnosti)
- {\displaystyle a(b+c)=ab+ac\,} (desni zakon distributivnosti)

V nasprotju s kolobarji se ne zahteva, da množenje zadošča asociativnosti. Prav tako se ne zahteva obstoja enotskega elementa, ki bi zadoščal {\displaystyle 1x=x1=x\,}. 
Neasociativnost pomeni, da pri množenju asociativnost ni obvezna, je pa dovoljeno asociativno množenje. Zaradi tega so asociativni kolobarji posebni primer neasociativnih kolobarjev.

## Zgledi
Prvi primer neasociativnega kolobarja so oktonioni, ki jih je odkril irski matematik in pravnik John Thomas Graves (1806 – 1870) leta 1843. Tudi hiperbolični kvaternioni, ki jih je odkril škotski logik, fizik in matematik Alexander Macfarlane (1851 – 1913) v letu 1890, tvorijo neasociativno algebro.